# The Cat's Paw (film 1918)
The Cat's Paw è un cortometraggio muto del 1918. Il nome del regista non viene riportato nei credit.
Terzo episodio della serie The Price of Folly prodotta dalla Balboa Amusement Producing Company. Tutti gli otto cortometraggi, interpretati da Ruth Roland e Frank Mayo, erano lunghi due rulli ciascuno e furono distribuiti nel 1918.

## Produzione
Il film fu prodotto dalla Balboa Amusement Producing Company.

## Distribuzione
Distribuito dalla Pathé Exchange, il film - un cortometraggio di due bobine - uscì nelle sale cinematografiche USA il 3 febbraio 1918.